# Саобраћај у Белорусији
Република Белорусија је једна од већих земаља Европе, која се налази између Русије и земаља на источној граници Европске уније. Због све развијеније сарадње ових делова Европе постоје изванредне могућности за развој саобраћаја и саобраћајне мреже, али због скорашње историје прави развој ове области тек предстоји.
Белорусија има развијен друмски, железнички, ваздушни и водни саобраћај. Највећи саобраћајни чвор је главни град, Минск.

## Железнички саобраћај
По последњим подацима укупна дужина железничке мреже у Белорусији је 5.512 km, од чега је 874 km електрификовано. Ово се односи на пруге широког колосека (1520 mm), особене за земље бившег СССРа. Најважнија железничка веза у земљи је део међународне пруге Берлин - Москва, а најважнији железнички чвор је престоница Минск. Од Минска крећу 4 најважнија приужна правца у Белорусији:
- ка североистоку - Витебск, Русија (Москва), Летонија (Даугавпилс)
- ка северозападу - Гродно, Литванија (Вилњус)
- ка југозападу - Брест, Пољска (Варшава)
- ка североистоку - Могиљев, Гомељ, Украјина (Кијев)

Градска железница је присутна у више белорусиских градова. Град са класичним метроом је престоница Минск (погледати: Мински метро). Трамвајски систем поседује већина градова већих од 100 хиљада становника.
Железничка веза са суседним земљама:
- Украјина - да
- Пољска - да, уз промену ширине газа
- Литванија - да
- Летонија - да
- Русија - да

## Друмски саобраћај
Укупна дужина путева у Белорусији у 2003. години је 93.055 km, све је са чврстом подлогом. Поред ових путева постоје и бројни путеви са лошијом подлогом. Питање постојања правих ауто-путева је отворено, јер постоји велика дужина путева са 4 траке, али без осталих особина ауто-пута. Такође, слични њима су „путни прстени“ око значајних градова. Главни магистални путеви (са 4 и са 2 траке) носе двојну ознаку „М+број“.

Државни магистрални путеви су:
- Магистрални Пут М1, - граница са Пољском - Брест - Барановичи - Минск - Орша - граница са Русијом, укупна дужина пута је 611 km, савремени пут са 4 траке целом дужином.
- Магистрални Пут М2, Минск - Аеродром Минск - веза на Магистрални Пут М1, укупна дужина пута је 34 km, савремени пут са 4 траке целом дужином.
- Магистрални Пут М3, Минск - Витебск, укупна дужина пута је 253 km, савремени пут са 4 траке само на деоници од 27 km од Минска.
- Магистрални Пут М4, Минск - Могиљев, укупна дужина пута је 182 km, савремени пут са 4 траке само на деоници од 26 km од Минска.
- Магистрални Пут М5, Минск - Бобрујск - Гомељ, укупна дужина пута је 296 km, савремени пут са 4 траке само на деоници од 49 km од Минска.
- Магистрални Пут М6, Минск - Лида - Гродно, укупна дужина пута је 262 km, савремени пут са 4 траке само на деоници од 47  од Минска.
- Магистрални Пут М7, Минск - граница са Литванијом, укупна дужина пута је 139 km, савремени пут са 4 траке само на деоници од 47  од Минска.
- Магистрални Пут М8, граница са Русијом - Витебск - Орша - Могиљев - Гомељ - граница са Украјином, укупна дужина пута је 456 km.
- Магистрални Пут М9 - МКАД, кружни ауто-пут ("прстен") око Минска, укупна дужина пута је 56 km, савремени пут са 4 траке целом дужином.
- Магистрални Пут М10, Брест - Пинск - Мозир - Гомељ - граница са Русијом, укупна дужина пута је 526 km..
- Магистрални Пут М11, Бобрујск - Лида - граница са Литванијом, укупна дужина пута је 191 km.
- Магистрални Пут М12, Брест - граница са Украјином, укупна дужина пута је 55 km.

## Водени саобраћај
Белорусија је највећа европска земља без излаза на море, па се за потребе поморског превоза користе луке у околним земљама. Са друге стране, саобраћај по рекама и каналима је развијен, јер је дужина пловних река чак 2.500 km (2003. године), али уз напомену да добар део ове дужине отпада на мање токове са ограниченим могућностима. Најважнија речна лука је Мозир на реци Припјат у јужном делу земље, а недалеко се налази и Канал Дњепар-Буг, који повезује ове две реке и места Брест и Пинск. Овај канал је најближа водена веза између Балтика и Црног мора.

## Гасоводи и нафтоводи
- Гасовод: Дужина токова је 5.223 км (2004. године).
- Нафтовод: Дужина токова је 2.443 км (2004. године).

## Ваздушни транспорт
Најважније авио-предузеће у Белорусији је "Белавија" у државном власништву.
У земљи постоји чак 101 званично уписан аеродром 2005. године, од чега 44 са чврстом подлогом (погледати: Аеродроми у Украјини). 7 аеродрома поседује ИАТА код. Од тога 3 аеродрома имају међународни значај:
- Међународни аеродром „Минск“ у Минску - MSQ
- Аеродром „Минск-1“ у Минску - MHP
- Међународни аеродром „Гомељ“ у Гомељу - GME

Највећи и најважнији аеродром у земљи је мински Међународни аеродром „Минск“, отворен 1982. године наместо старог аеродрома Минск-1. Овај аеродром остварује највећи део државном вазвушног превоза.